# Noe Ramiszwili
Noe Ramiszwili, gruz. ნოე რამიშვილი (ur. w 1881 w guberni kutaiskiej, zm. 7 grudnia 1930 w Paryżu) – gruziński socjaldemokrata-mienszewik, jeden z twórców niepodległej Gruzji w 1918 roku i szef jej pierwszego rządu.
Od 1902 roku zaangażowany w działalność w rosyjskiej socjaldemokracji. W 1903 roku wraz z Noem Żordanią przyłączył się do mienszewickiego skrzydła partii, którego został rzecznikiem.
Po rewolucji lutowej w 1917 roku został członkiem gruzińskiej Rady Robotników i Żołnierzy. W kwietniu 1918 roku objął tekę ministra spraw wewnętrznych w rządzie zakaukaskim.
W wyniku ogłoszenia przez Gruzję niepodległości w maju 1918 roku został premierem jej rządu (26 maja). Jako przywódca mienszewików współpracował z narodowymi demokratami i socjalistami-federalistami.
Pod koniec czerwca 1918 roku, gdy na stanowisku premiera zastąpił go Noe Żordania, Ramiszwili został mianowany ministrem spraw wewnętrznych, ostro zwalczał gruziński ruch komunistyczny. W marcu 1919 roku objął również teki szefa resortów obrony i edukacji.
Po kapitulacji armii gruzińskiej 17 marca 1921 roku opuścił Gruzję, wyjechał do Francji, by osiąść najpierw w Paryżu, później w Leuville-sur-Orge.
Brał udział w przygotowaniach do powstania sierpniowego w 1924 roku. Udzielał się również aktywnie w ruchu prometejskim stworzonym przez II RP.
7 grudnia 1930 roku został zabity w Paryżu przez agenta sowieckiego OGPU.